# 트라야누스 다리
트라야누스 다리(루마니아어: Podul lui Traian; 세르비아어: Трајанов мост)는 로마의 결원아치 형태의 다리이며, 다뉴브강 하류에 지어진 최초의 다리이자 로마 건축에 있어 가장 큰 업적 중 하나이다. 사용 기간은 165년밖에 안되지만, 전체 길이와 경간 거리 면에서 1천년 이상 동안 가장 긴 아치교로 종종 여겨진다.
트라야누스 다리는 로마군이 다뉴브강을 건널 수 있게 제2차 다키아 전쟁 이전인 서기 105년에 트라야누스 황제의 지시로 건축가 다마스쿠스의 아폴로도로스가 지었다.

## 묘사

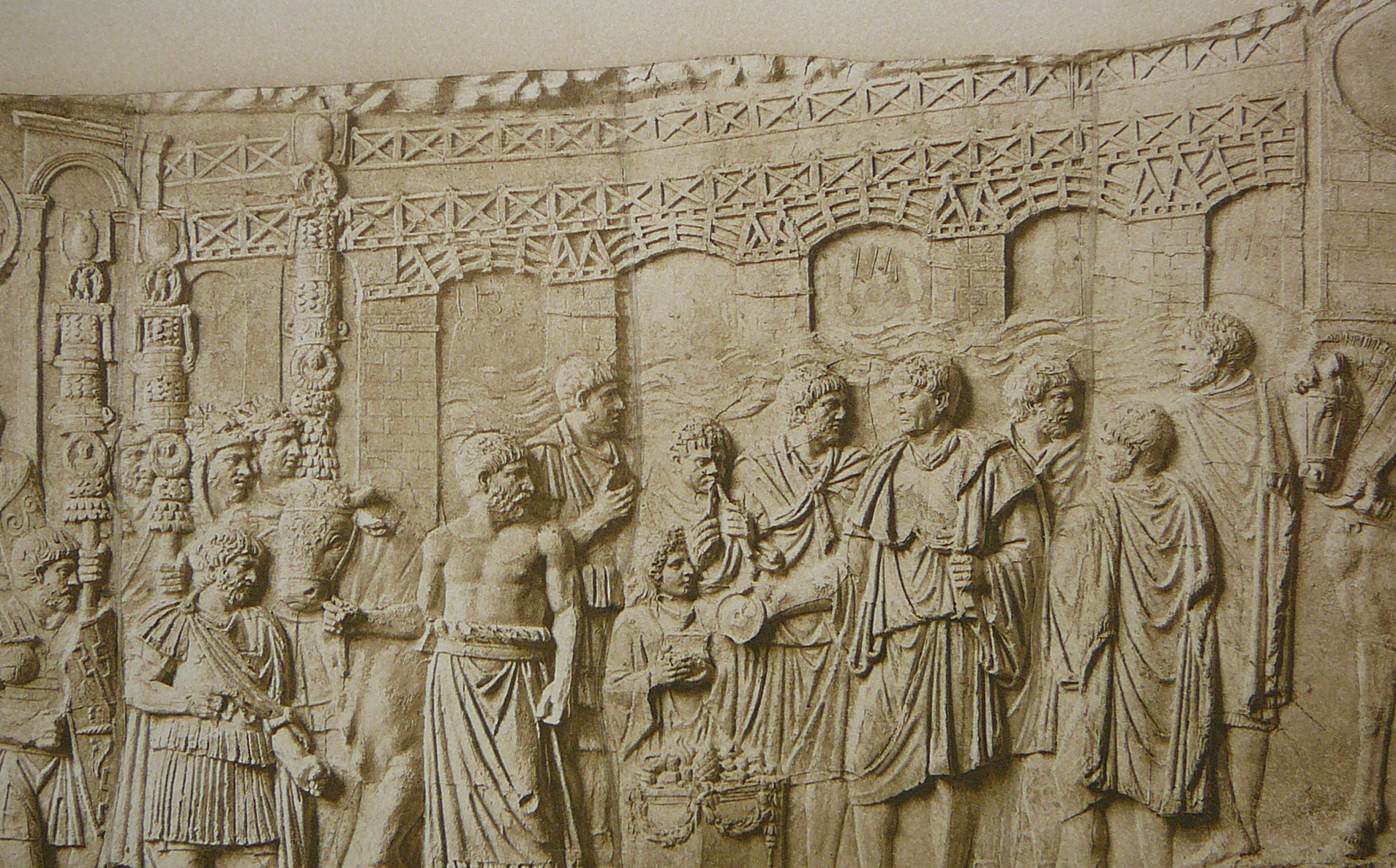
높이 솟아있는 콘크리트 교각 위에 있는 흔치 않는 수평 결원아치 다리를 나타내는 트라야누스 원주에 있는 트라야누스 다리 부분 부조. 부조 앞쪽에 트라야누스 황제가 다뉴브강에서 제물을 바치고 있다

트라야누스 다리는 루마니아의 드로베타투르누세베린와 세르비아의 클라도보 등의 오늘날 도시들과 가까운 철문의 동쪽에 위치했다. 다리 건설은 다키아 지역에서 교전하는 로마 군단들의 보급로 용도로서 로마 황제 트라야누스의 명령으로 지어졌다.
구조는 길이가 1,135m (현재 이 지역의 다뉴브강의 강폭은 800m)이고 너비는 15m이며, 강의 표면에서 측정된 높이는 19m이다. 각 다리의 끝에는 각 출입구 근처마다 지어진 카스트룸이 있어서, 이 다리를 건너는 것은 주둔지를 통하여 걸어가는 것만이 가능했을 것이다.
이 카스트룸들은 각각 폰테스(Pontes)와 드로베타(Drobeta, 드로베티스)라 불렸다. 오른쪽 강기슭에 있는, 클라도보 인근의 코스톨이라는 마을에, 민간 취락을 갖춘 카스트룸인 폰테스 103년에 세워졌다. 수 헥타르 규모이며 트라야누스 다리와 동시에 지어졌다. 두꺼운 성벽을 갖췄던 기다란 카스트룸의 잔해 40m를 현재까지 볼 수 있다. 도자기 파편들, 로마 시대의 글씨가 있는 벽돌들, 주화들 등이 발견되고 있다. 트라야누스 황제의 청동상의 머리가 폰테스에서 발견되기도 했다. 이 부위는 한때 다리의 입구에 서 있던 청동상의 일부이며 현재는 베오그라드 국립박물관에서 전시하고 있다. 왼쪽 강기슭에는 드로베타 카스트룸이 있으며, 그곳에서 다리 끝에 놓였던 트라야누스 청동상이 발견되었다.

트라야누스 도로는 다뉴브강 오른쪽 강기슭의 절벽을 따라 있었다. 신기두눔에서 비미나키움을 거쳐 철문을 통해 트라야누스 다리로 향하는 다뉴브강 국경선의 군사 도로는 다수의 카스트룸의 보호를 받았다. 1930년대 철문.

다리의 설계자인 다마스쿠스의 아폴로도로스는 벽돌, 모르타르, 포촐라나 시멘트로 만든 20개의 석조 교각 위에 각 38m마다 걸쳐 있는 목제 아치를 사용했다. 교각마다 목제 케이슨을 만들어 사용하여, 다리가 흔치 않게 빠르게 지어졌다 (103년과 105년 사이).

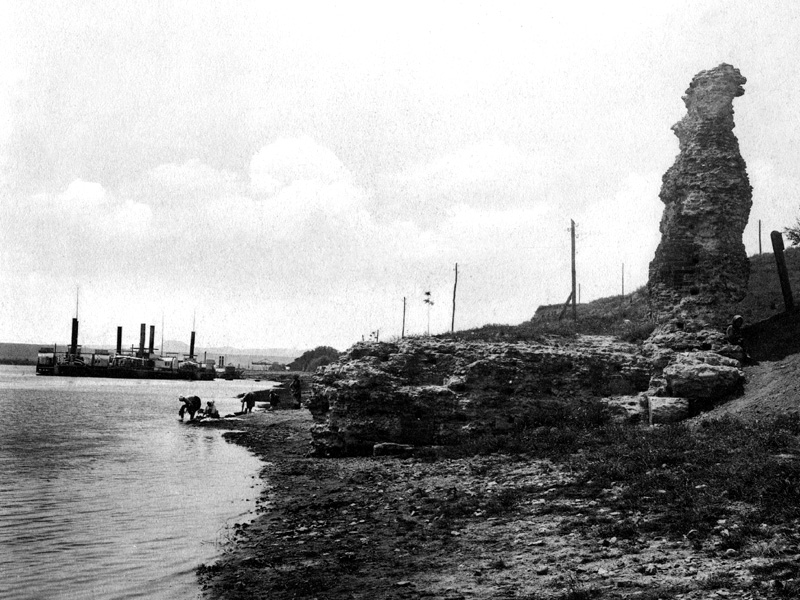
20세기 초 루마니아에 있는 트라야누스 다리 잔해.

아폴로도로스는 그보다 6세기 먼저 태어난 탈레스가 고안한 원리를 이용하여, 강의 흐름을 재조정하는 기술을 접목시켰다. 공학자들은 오늘날 클라도보의 시내 서쪽에 있는 물길을 파기 위하여 수위가 내려가기를 기다렸다. 강물은 건설 현장에서 클류치의 저지대를 거쳐 오늘날의 말라 브르비차이라는 마을의 지점으로 흐르도록 2km 재조정되었다. 목제 케이슨이 직사각형 배열로 강바닥에 설치되어, 점토로 뒤덮인 교각을 지지하는 기초 역할을 하였다. 속이 빈 교각에는 모르타르가 들어간 돌들로 채워졌고, 겉에는 로마 벽돌로 둘러쌌다. 이 벽돌들은 코스톨이라는 마을 주변에서 여전히 찾아볼 수 있으며, 2천년 전에 가지고 있던 것과 같은 물리적 성질을 가지고 있다. 교각의 높이는 44.46m, 폭은 17.78m, 간격은 50.38m였다. 다리 구조물은 땅에서 조립되어 교각에 설치되었다고 오늘날 여겨진다. 다행스러운 상황은 재조정 중인 운하들이 파인 해가 매우 건조하고 수면이 아주 낮았다는 것이었다. 강바닥은 교각의 기초가 시작됐을 때는 거의 완전히 드러내졌다. 50m 간격으로 모두 20개의 교각들이 있었으며 오크나무가 사용되었고 다리는 다뉴브강 위로 배 수송이 가능할 만큼 충분했다.

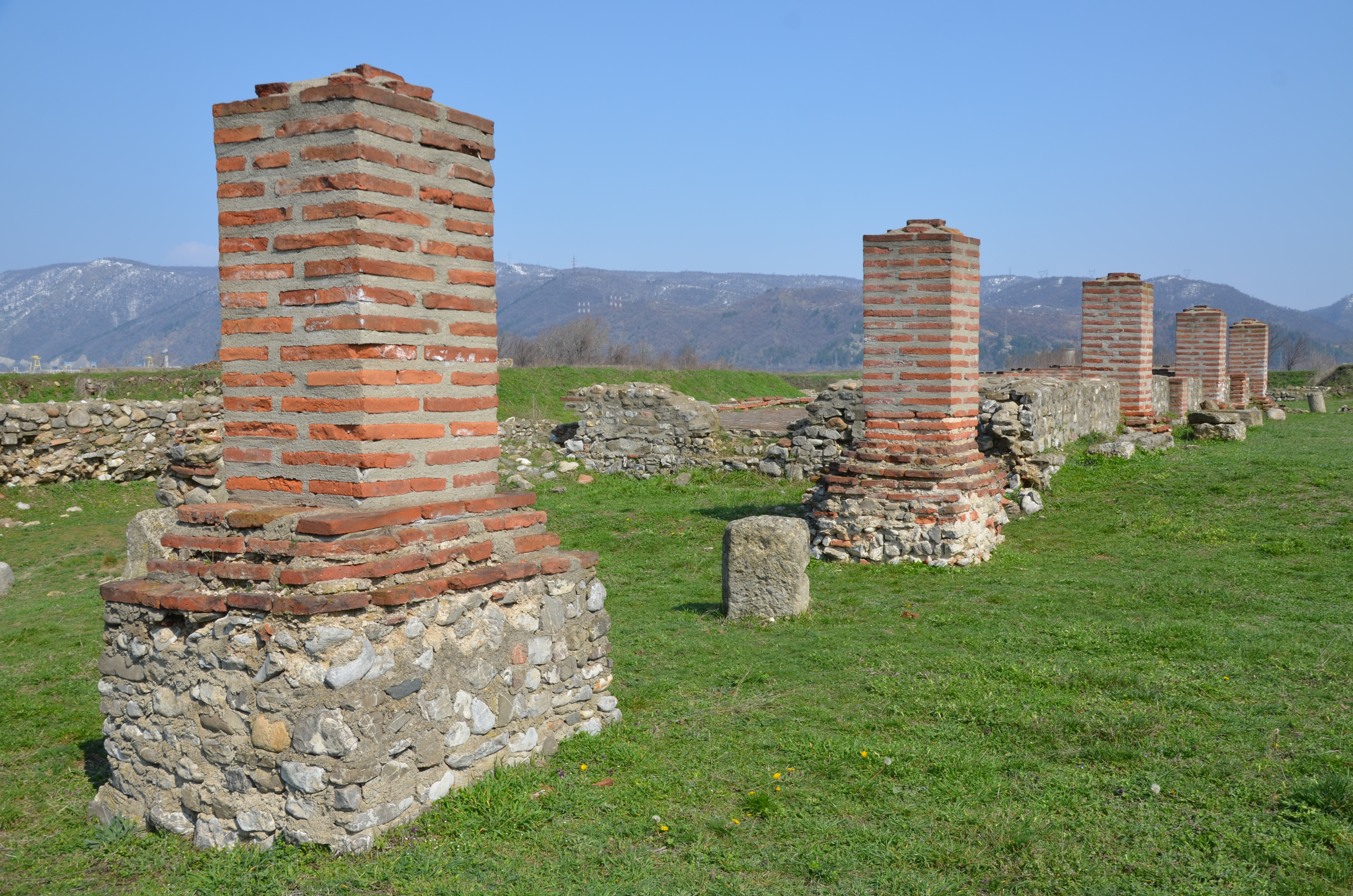
다키아 전쟁을 위한 트라야누스의 준비 기간 중 모이시아 수페리오르 (세르비아)에 서기 100년에 지어진 디아나 요새

다리 건설에 참여한 로마 군단 및 코호르테스의 인원들이 벽돌에 자신들의 부대 명칭들을 새겼기에 벽돌 역시도 역사적 가치가 있다. 따라서 플라비아 펠릭스 제5군단, 클라우디아 제7군단, 마케도니카 제5군단, 게미나 제13군단 등과 크레툼 제1 코호르테스, 히스파노룸 제2 코호르테스, 브리토눔 제3 코호트테스, 안티오켄시움 제1 코호르테스 등이 건설 작업을 했다는 것이 알려졌다.

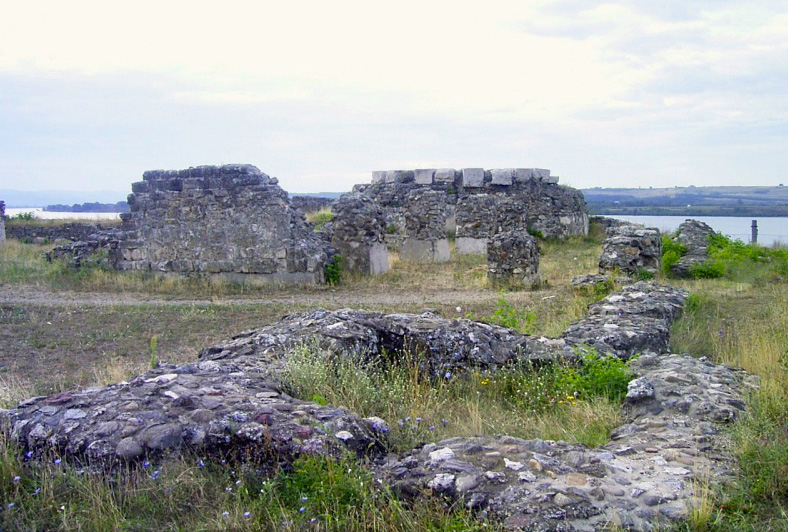
트라야누스 다리로 향하는 길을 지켰던, 다뉴브강 왼쪽/북쪽 강기슭에 있는 드로베타 요새의 유적 (루마니아). 다뉴브강의 오른쪽/왼쪽 강기슭 (세르비아)에는 같은 목적을 수행했던 폰테스 카스트룸의 유적이 있다.

트라야누스 다리 건설은 옆길로 운하를 파내어 다뉴브강을 안정적으로 항해할 수 있게 급류를 피하도록 하는 것과 강력한 함대와 방어 시설을 구축 및 국경 지대의 첩보 시설 설치를 하는 등 거대한 계획의 일환이었다.
철문의 거대한 폭포는 특히나 문제거리였는데, 바위투성이와 응어리가 진 강바닥이 다뉴브강의 전체 폭 위에 있는 배들의 통행을 방해할 때인 수위가 낮은 기간에 항해가 불가능하였기 때문이었다. 강바닥의 커다란 바위들을 들어내어 강기슭으로 끌어내는 데 필요한 중장비가 당시에는 사용할 수 없었기에, 로마의 공학자들은 서쪽 강기슭의 돌비탈을 뚫어 운하를 파기로 결정하였다. 이 운하는 철문에서 시작하여, 급류가 시작되는 지점으로 거슬러 올라가는데, 이곳은 오늘날 노비 시프라는 마을의 하류이다.
운하 건설 동안 공사 지역을 보호했던 제방의 흔적들은 공사 규모를 보여준다. 3.2km 길이의 운하가 아치 방식으로 다뉴브강의 문제 지역을 우회하여 지나갔다. 운하는 모래들로 채워져 있었으며, 빈 조개 껍데기들이 꾸준히 근방에서 발견된다.
모든 이 토목 작업들, 그중에서도 트라야누스 다리는 서기 106년에 로마의 승리로 끝이 난 로마의 다키아 침입을 위한 준비 목적이었다. 마침내 다키아인들을 제압하고 이들의 금광을 장악한 효과는 엄청나서 다키아 정복을 기념하는 로마의 경기가 123일간 계속되었는데, 이 기간에 10,000명의 검투사들이 경기에 출전하고 11,000 마리의 야생동물들이 죽었다.

## 타불라 트라이아나

1930년대 세르비아 클라도보 인근의 타불라 트라이아나와 도로.

4 미터 너비와 1.75 미터 높이에, 트라야누스의 군사 도로 완공을 기념하는 로마의 기념 명판 ("Tabula Traiana")이 오그라디나 인근 루마니아 쪽을 바라보는 세르비아 쪽에 위치해 있다. 1972년에, 철문 제1 수력 발전소가 지어졌을 때 (대략 35m 만큼 수위 상승을 유발), 이 명판은 원래 있던 장소에서, 현 장소로 옮겨졌다. 다음과 같이 명판에 새겨져 있다:
IMP. CAESAR. DIVI. NERVAE. F
NERVA TRAIANVS. AVG. GERM
PONTIF MAXIMUS TRIB POT IIII 
PATER PATRIAE COS III
MONTIBVS EXCISI(s) ANCO(ni)BVS
SVBLAT(i)S VIA(m) F(ecit)
명각의 내용을 오토 벤도르프가 다음의 의미로 해석하였다:
거룩한 네르바 카이사르의 아들이시며, 아우구스투스, 게르마니쿠스, 폰티펙스 막시무스이시자, 네 차례의 트리부누스, 세 차례의 집정관, 국가의 아버지를 맡으신 네르바 트라야누스께서 산의 바위를 파내시고 목제 들보를 사용하셔 이 도로를 지으셨다.
타불라 트라이아나는 1979년에 '예외적으로 중요한 문화 기념물'[정식 명칭: 예외적으로 중요한, 이동 불가능한 문화 유산물(Непокретна културна добра од изузетног значаја)]로 지정되었고, 세르비아 정부의 보호를 받고 있다.

### 이전

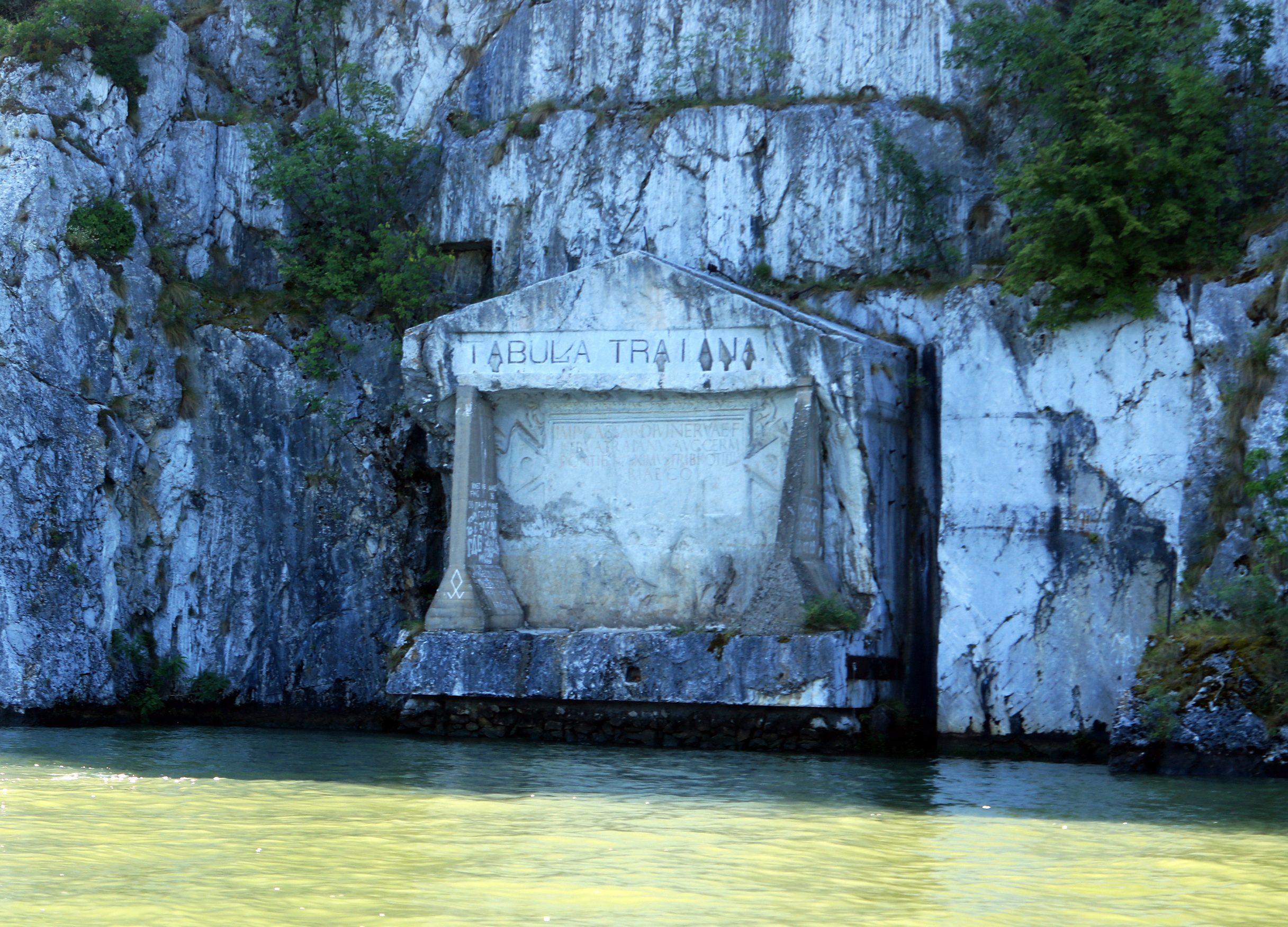
이동된 타불라 트라이아나.

수력 발전소와 발전소의 급수장에 대한 계획이 1965년에 확정되자, 유고슬라비아와 루마니아에 다뉴브강기슭을 따라 있는 여러 취락들이 물에 잠기고, 타불라 트라이아나를 포함한 유적지들 역시도 영향을 받게 된다는 것이 밝혀졌다. 세르비아 문화 과학 학사원은 이 명판이 보존되어야 한다고 촉구했고 세르비아 정부는 이를 받아들였다. 이전 작업이 맡겨진 회사는 Venčac라는 채광 업체으로, 이곳의 전문가들은 이집트 아부 심벨 신전의 이전 작업에 참여한바 있었다.
첫 번째 제안안은 명판이 있는 위치는 그대로 두고 그 위치 주위로 케이슨을 설치하는 것이었으나 해당 제안의 예상 결과는 불가능한 것으로 나왔다. 이전을 위해 명판을 몇 개의 작은 조각들로 자르는 제안은 명각을 이루는 암석의 특성 때문에 폐기되었다. "Veli Jože"라는 부유물 (Floating Elevator)로 들어올리는 제안 역시도 폐기되었다. 명판을 한 조각으로 잘라내어 어딘가에 배치하자는 계획은 명각이 사실성을 상실할 수도 있어 버러졌다.
결국에 명각의 원위치 22m 위에 새로운 공간을 위해 바위를 파내기로 결정되었다. 명판은 그 명판은 주변의 바위와 도로의 부분들과 같이 한 조각으로 잘려졌다. 와이어 소로 잘린, 350톤 무게의 무거운 덩어리는 새 공간으로 옮겨졌다. 작업은 1967년 9월에 시작되어 1969년에 쳤다.

## 파괴와 잔해

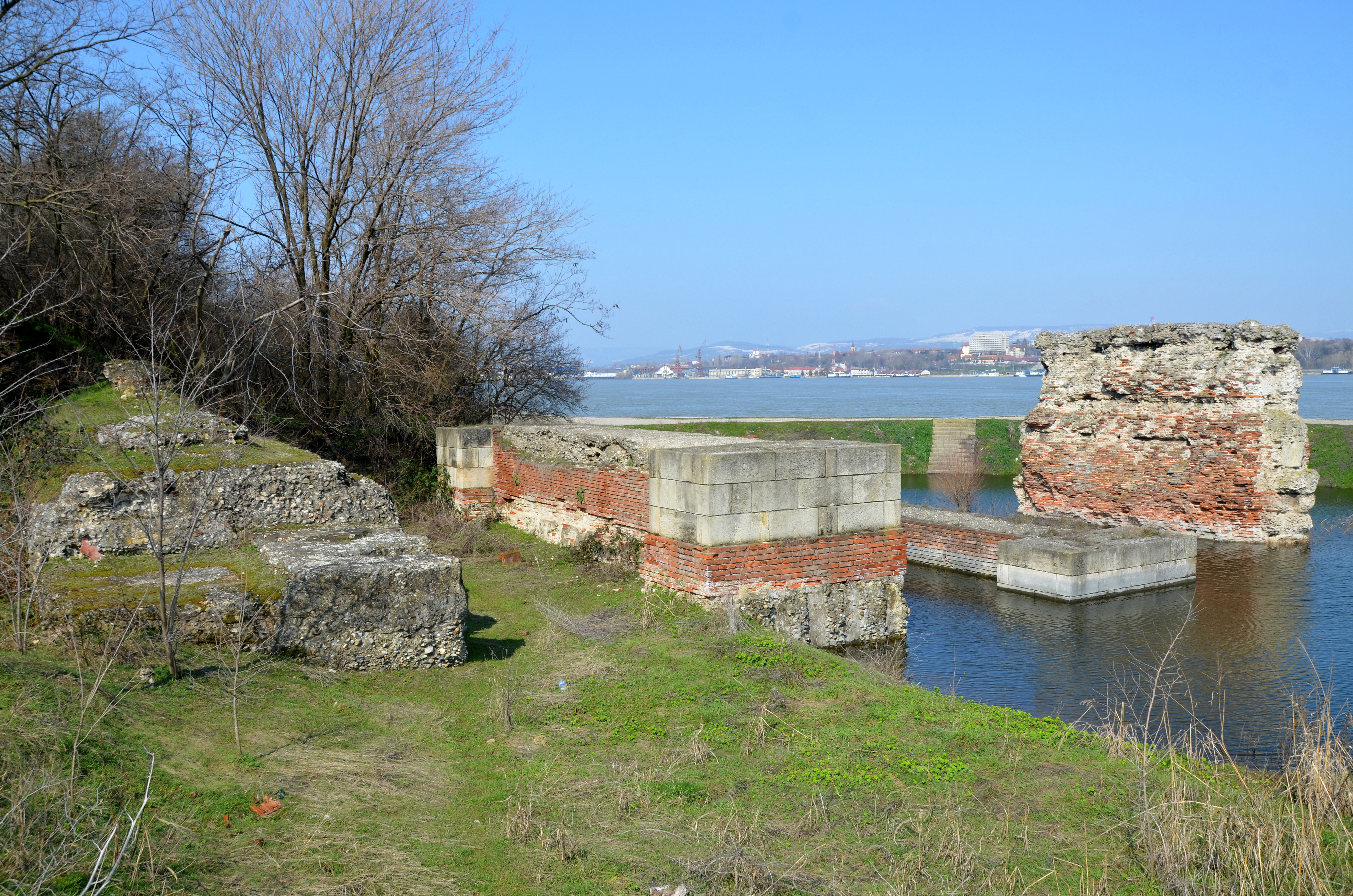
세르비아 쪽인 다뉴브강 오른쪽 강기슭에 있는 트라야누스 다리 잔해.

트라야누스 다리의 목조 상부구조는 트라야누스의 후임자인 하드리아누스 때 아마도 북쪽의 야만인들의 침입을 막기 위한 목적으로 해체되었다. 상부구조는 불을 붙여 파괴되었다.

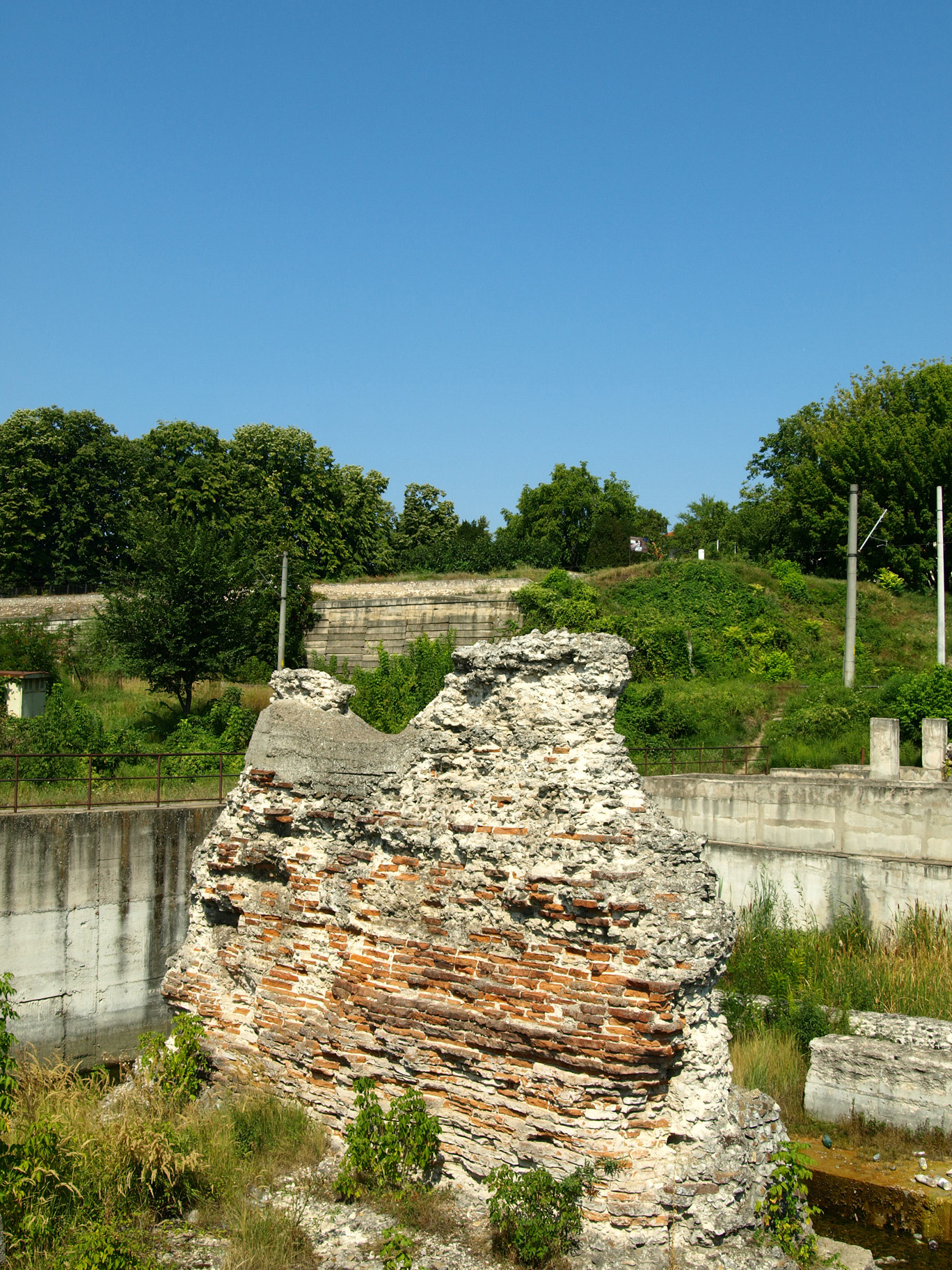
2009년의 트라야누스 다리 잔해로, 정사각형 콘크리트로 둘러싸였으며, 이는 루마니아의 철문 제1 댐 건설 이후 수위 상승으로부터 유적을 보호하기 위해 지은 것이다.

다리의 잔해는 다뉴브강의 수위가 엄청난 가뭄으로 기록적으로 낮았던 1858년에 다시 모습을 드러냈다. 이때는 20개의 교각들을 여전히 볼 수 있었다.
1906년에 다뉴브강 위원회는 항해를 방해했던 교각 두 개를 제거하기로 결정하였다.
1932년에 16개의 교각들이 수면 아래에 있었고, 1982년에 그 중 12개만이 고고학자들에게 지도로 표시되었으며, 나머지 네 개는 물에 휩쓸려 나간 것으로 추정된다. 출입구 쪽의 교각들만이 루마니아에 하나씩, 세르비아에 하나씩,다뉴브강기슭에서 볼 수 있다,
1979년에 트라야누스 다리는 '예외적으로 중요한 문화 기념물'에, 1983년에는 '예외적으로 중요한 유적지' 목록에 등재되어, 세르비아 정부의 보호를 받고 있다.

## 같이 보기
- 로마의 다리 목록
- 트라야누스의 다키아 전쟁
- 콘스탄티누스 다리
- 루이지 페르디난도 마르실리

## 추가 서적
- Bancila, Radu; Teodorescu, Dragos (1998), 〈Die römischen Brücken am unteren Lauf der Donau〉,   Zilch, K.; Albrecht, G.; Swaczyna, A.;  외., 《Entwurf, Bau und Unterhaltung von Brücken im Donauraum》, 3. Internationale Donaubrückenkonferenz, 29–30 October, Regensburg, 401–409쪽
- Galliazzo, Vittorio (1994), 《I ponti romani. Catalogo generale》, Vol. 2, Treviso: Edizioni Canova, 320–324 (No. 646)쪽, ISBN 88-85066-66-6
- Griggs, Francis E. (2007), “Trajan's Bridge: The World's First Long-Span Wooden Bridge”, 《Civil Engineering Practice》 22 (1): 19–50, ISSN 0886-9685
- Gušić, Sima (1996), 〈Traian's Bridge. A Contribution towards its Reconstruction〉,   Petrović, Petar, 《Roman Limes on the Middle and Lower Danube》, Cahiers des Portes de Fer 2, Belgrade, 259–261쪽
- O’Connor, Colin (1993), 《Roman Bridges》, Cambridge University Press, 142–145 (No. T13), 171쪽, ISBN 0-521-39326-4
- Serban, Marko (2009), “Trajan’s Bridge over the Danube”, 《The International Journal of Nautical Archaeology》 38 (2): 331–342, doi:10.1111/j.1095-9270.2008.00216.x
- Tudor, D. (1974a), 〈Le pont de Trajan à Drobeta-Turnu Severin〉, 《Les ponts romains du Bas-Danube》, Bibliotheca Historica Romaniae Études 51, Bucharest: Editura Academiei Republicii Socialiste România, 47–134쪽
- Tudor, D. (1974b), 〈Le pont de Constantin le Grand à Celei〉, 《Les ponts romains du Bas-Danube》, Bibliotheca Historica Romaniae Études 51, Bucharest: Editura Academiei Republicii Socialiste România, 135–166쪽
- Ulrich, Roger B. (2007), 《Roman Woodworking》, Yale University Press, 104–107쪽, ISBN 0-300-10341-7
- Vučković, Dejan; Mihajlović, Dragan; Karović, Gordana (2007), “Trajan's Bridge on the Danube. The Current Results of Underwater Archaeological Research”, 《Istros》 (14): 119–130
- Ранко Јаковљевић (2009). “Трајанов мост код Кладова”. Rastko.